# Virgin Mountains
Virgin Mountains (česky Panenské hory) je pohoří v severozápadní části Arizony a jihovýchodní části Nevady, ve Spojených státech amerických.
Leží v okresech Mohave County a Clark County.
Nejvyšší horou je Virgin Peak s 2 260 m.

## Geografie a vegetace
Pohoří se rozkládá z jihozápadu podél východního břehu řeky Virgin River k severovýchodu směrem do Nevady. Největší délku má přes 70 km. Rozkládá se na ploše okolo 2 290 km². Oblast je součástí Mohavské pouště. Pohořím protéká řeka Virgin, jihozápadně se nachází jezero Mead, jihovýchodně Grand Canyon. Vegetaci tvoří borovice, cypřiše (arizonské), jedle ojíněné, douglasky tisolisté a různé druhy jalovce.